# MTV Base
MTV Base fue un canal de televisión por suscripción británico. Emitía vídeos de música hip hop y R&B contemporáneo. Estaba controlado por Paramount Networks UK & Australia, que es una filial de Paramount Global y tuvo versiones en el Reino Unido, Francia y África (donde aún está disponible).

## Historia
El canal estaba disponible anteriormente en varios países europeos, pero fue reemplazado por el ya desaparecido canal MTV Dance UK (señal reemplazada por MTV Dance Europa en 2014) a partir de marzo de 2008.
En 2015, se planeó lanzar una versión para toda Europa.

### MTV Base (Reino Unido e Irlanda)
La versión británica de MTV Base se lanzó el 1 de julio de 1999. El canal emite géneros urbanos, así como programas populares como Pimp my Ride. El canal también está disponible en Irlanda.
El 7 de marzo de 2008, fue reemplazado por MTV Dance fuera del Reino Unido y Europa.
El 31 de marzo de 2022, el canal cerró sus emisiones y fue reemplazado por MTV 90s UK, señal local del canal paneuropeo MTV 90s. El último video emitido fue Shutdown de Skepta.

### MTV Base (África)
En 2004, las oficinas de Viacom en Europa, que estaban en Alemania compraron Viva Media AG, aumentando así la distribución de sus canales en Europa y también en África. En febrero de 2005, MTV Networks Europe comenzó a transmitir MTV Base en África, alcanzando así el último continente en el que no había MTV.
MTV Base África está disponible en alrededor de 1.3 millones de hogares a través de 48 países en África Subsahariana, vía satélite. El canal fue lanzado el 22 de febrero de 2005. A pesar de estar en África y no en Europa, MTV Base África también está controlado por MTV Networks Europe.
El 3 de julio de 2013, Viacom International Media Networks Africa lanzó una transmisión local de MTV Base exclusivamente para Sudáfrica, con programación, publicidad y VJ locales.
Este canal sigue en emisión.

### MTV Base (Francia)
MTV Base fue lanzado en Francia el 21 de diciembre de 2007.
En 2014, el canal cambió de objetivos al transmitir menos música hip-hop y poco a poco comenzó a enfocarse en contenido pop y dance.
MTV Base dejó de transmitir en Francia el 17 de noviembre de 2015, junto con MTV Pulse y MTV Idol, para ser reemplazados por la versión francesa de MTV Hits y el nuevo servicio My MTV.

## Logotipos

2001–2007
2007–2010
2010–2011
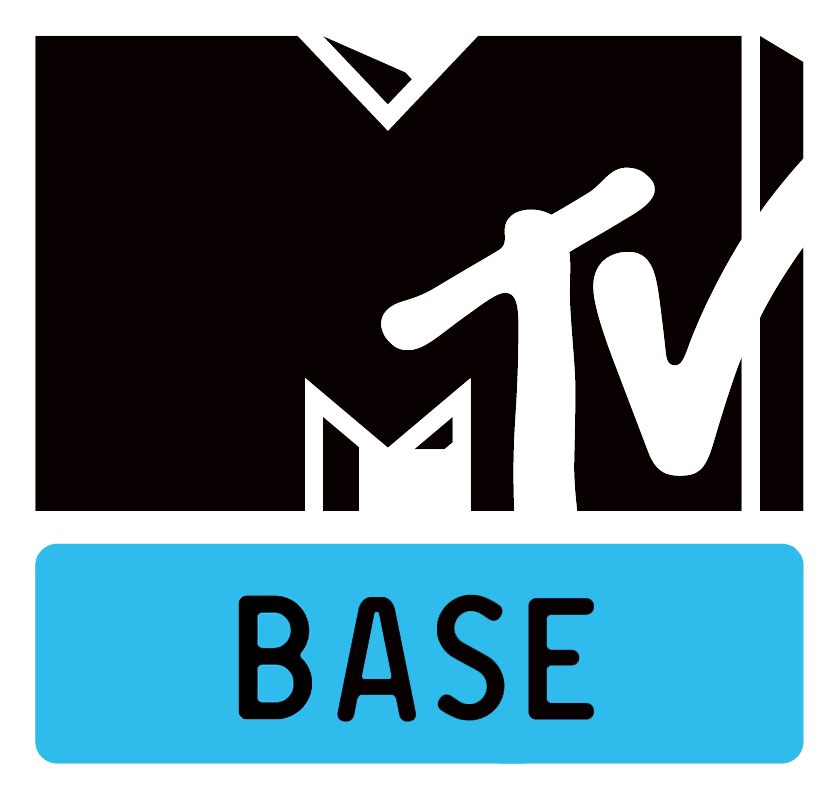
2011–2013
2013–2017
2017-2021
2021-2022